# اشورنت
اشورنت (انگلیسی: Assurant) شرکت بیمه آمریکایی است، که در سال ۱۹۷۷ تأسیس شد.